# Stylosanthes subsericea
Stylosanthes subsericea är en ärtväxtart som beskrevs av Sidney Fay Blake. Stylosanthes subsericea ingår i släktet Stylosanthes och familjen ärtväxter. Inga underarter finns listade i Catalogue of Life.